# Myrtilus

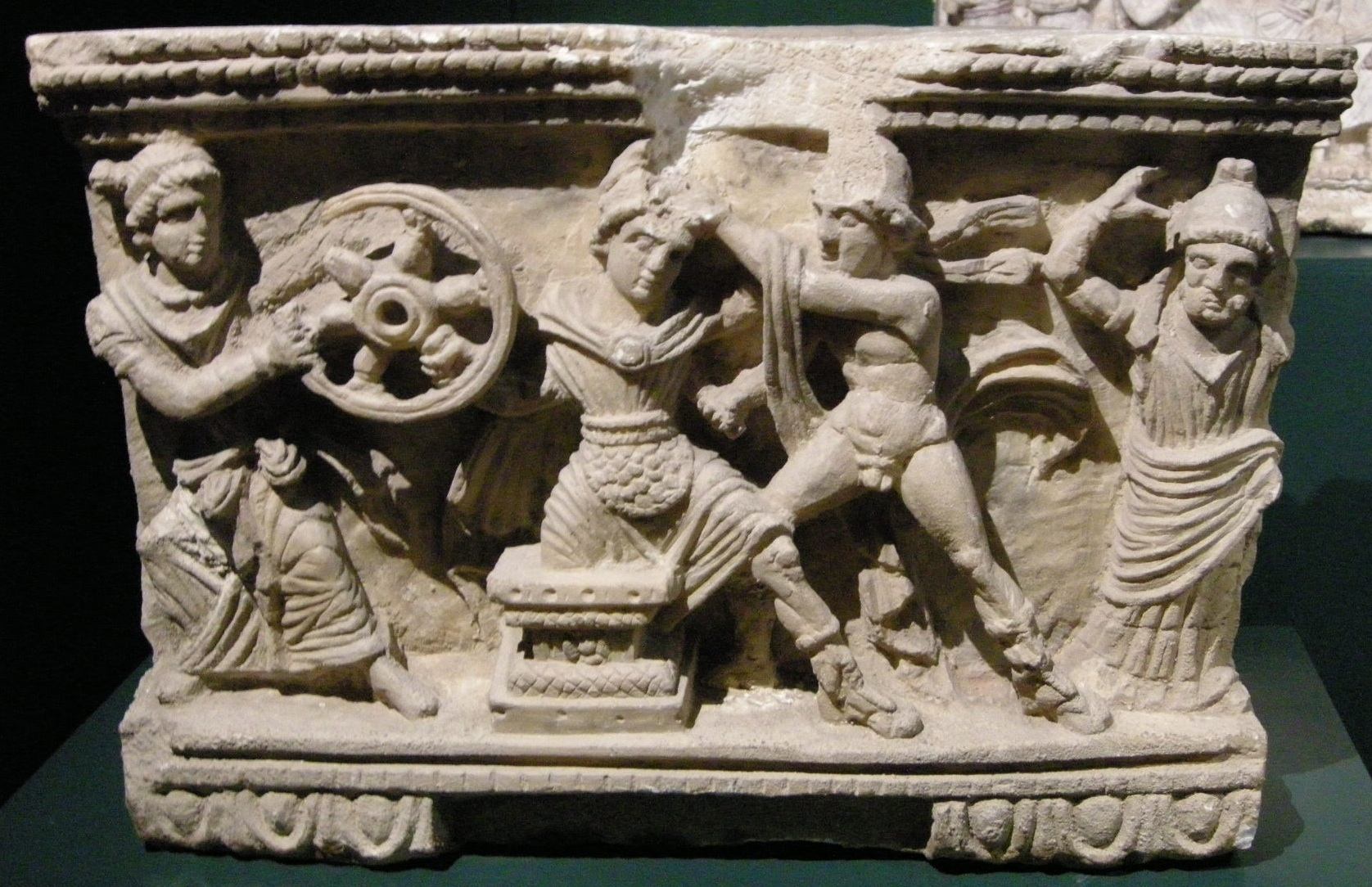
De dood van Myrtilus, afgebeeld op een Etruskische urn (Volterra, Museo etrusco Guarnacci, MG 215)

Myrtilus (Oudgrieks: Μυρτίλος / Myrtílos) is in de Griekse mythologie een zoon van Hermes en al naargelang de bron Cleobule of Phaethusa.
Hij was de wagenmenner van koning Oinomaos van Elis, die de gewoonte had mannen die met zijn dochter Hippodameia wilden huwen tot een wagenwedren uit te dagen, en hen te doden. Toen Pelops naar Hippodameia's hand dong, wist hij Myrtilus ertoe te overhalen de wagen van Oinomaos te saboteren in ruil voor het halve koninkrijk en de eerste nacht met Hippodameia. Door de sabotage kwam Oinomaos om en won Pelops, maar toen Myrtilus zijn beloning kwam halen werd hij door Pelops in zee gegooid. Al verdrinkend vervloekte hij Pelops en diens nageslacht.
Om Hermes te verzoenen liet Pelops een monument voor Myrtilus bouwen in de hippodroom van Olympia. Ongevallen tijdens de Olympische wedrennen werden toegeschreven aan de geest van Myrtilus, die de paarden schrik aanjoeg.
Naast Erichthonius en Hippolytus is Myrtilus een van de mythologische figuren die met het sterrenbeeld Voerman (Auriga) of Wagenmenner, worden geïdentificeerd. Zijn graftombe bevond zich te Pheneus, achter de tempel van Hermes, waar men dacht dat zijn lijk door de golven op de kust was geworpen. Hier werd hij als heros vereerd en geëerd met nachtelijke offers.

## Antieke bronnen
- Pindarus, Olympische Ode I.
- Sophocles, Elektra 504.
- Sophocles, Oinomaos fr. 433.
- Euripides, Orestes 1024-1062.
- Apollodoros, Epitome II 1-9.
- Diodorus Siculus, Historiae IV 73.
- Hyginus, Fabulae 84.
- Hyginus, Poetikon Astronomikon
- Pausanias, Hellados periēgēsis V 1.3-7, 13.1, VI 21.9, VIII 14.7.
- Philostratus de oudere, Imagines I 30.
- Philostratus de jongere, Imagines 9.
- Mythographus Vaticanus (I), 22.
- Mythographus Vaticanus (II), 146.

## Referentie
- L. Schmitz, art. Myrtilus, in W. Smith (ed.), A dictionary of Greek and Roman biography and mythology, II, Boston, 1867, p. 1132.